# Guilherme de Melo
Guilherme José Fernandes de Melo (Ressano García, 20 de enero de 1931 - Lisboa, 29 de junio de 2013) fue un periodista, escritor, poeta y pionero del movimiento de liberación LGBT portugués, autor de numerosas obras de ficción y no ficción.

## Trayectoria
Hijo de un funcionario que hizo carrera en la administración ferroviaria y una ama de casa, muy apegada a sus hijos y a él en particular, terminó el 7° año de bachillerato con muy buenas notas, mostrando un gran talento para la escritura y las actividades culturales. Sin embargo, contrariamente a lo esperado, no viajó a Portugal para realizar estudios universitarios de Filología Clásica, sino que decidió quedarse con sus progenitores y seguir una carrera en la administración pública para ayudar a mantener a su familia. Sin embargo, a pesar de su notoria competencia, rápidamente se dio cuenta de su reticencia a colaborar con el brutal colonialismo de sus superiores y aceptó una oportuna invitación para embarcarse en el periodismo, lo que hizo con enorme éxito. En 1952 se incorporó al periódico Notícias de Mozambique. De 1956 a 1959 colaboró con Reinaldo Ferreira, Jr. en el radioteatro del Rádio Clube de Moçambique. Su libro de cuentos A Estranha Aventura se publicó en 1961. En 1965 publicó As Raízes Do Ódio, que fue incautado por la PIDE. Escribió la letra de dos canciones del primer álbum de Natércia Barreto. En 1974, publicó el libro Menino Candulo, Senhor Comandante.
Se casó por la iglesia católica con una amiga maestra que se había enamorado de él, a pesar de que él le había dicho que era homosexual. El matrimonio duró cuatro años, y acabó siendo anulado, a petición de la mujer que quería rehacer su vida con otro hombre. Esta situación causó un escándalo en la conservadora sociedad mozambiqueña, especialmente dado que Melo era una destacada figura en ella. Sin embargo, no huyó, ni se amedrentó, sino que reconoció públicamente su homosexualidad y vivió abiertamente con sus sucesivos amantes.
En octubre de 1974, a raíz de los acontecimientos políticos que condujeron a la independencia de la antigua provincia portuguesa de ultramar de Mozambique, se trasladó a Lisboa, donde pasó a trabajar para el Diário de Notícias  hasta su jubilación en 1998. Algunas de sus obras tratan temas de la experiencia homosexual, destacando la autobiográfica A Sombra dos Dias (1981). En 2002 se publicó el libro Gayvota y en 2004 se publicó Crónicas dos Bons Costumes.
Entre muchas entrevistas de prensa, radio y televisión, vale la pena mencionar su participación en un programa de RTP dedicado a la homosexualidad en 1982 (año en que esta fue despenalizada en Portugal), que también contó con la presencia de Natália Correia, de un sacerdote, un psicólogo, un psiquiatra y una madre de familia. Fue entrevistado nuevamente en 1992 en el programa RTP2 Falar Claro,  en 1996 en el reportaje SIC Entre Iguais  y en 1998 en el programa Carlos Cruz, Quarta-Feira.
En 1985 inició una relación con su última pareja, 28 años menor, que falleció en 2009. En 2008, Melo sufrió un derrame cerebral y murió de cáncer en 2013.

## Obra
- A Menina Elisa e outros contos (1960), 1º volume da série Textos Moçambicanos, Ass. dos Naturais de Moçambique
- A Estranha Aventura: contos (1961)[2]
- Moçambique Norte - Guerra e Paz (1969)
- Menino Candulo, Senhor Comandante (1974)[2]
- A Sombra dos Dias (1981), Prémio Literário Círculo de Leitores
- Ser Homossexual em Portugal (1982), Cadernos de Reportagem
- Ainda Havia Sol (1984)
- Moçambique Dez Anos Depois: Reportagem (1985)
- O que Houver de Morrer (1989)
- Os Leões Não Dormem Esta Noite (1989)[2]
- Raízes do Ódio (1990)
- Como um Rio sem Pontes (1992)
- As Vidas de Elisa Antunes (1997)
- O Homem que Odiava a Chuva e outras estórias perversas (1999)
- A Porta do Lado (2001)
- Gayvota: um olhar (por dentro) da homossexualidade (2002)[2]
- Crónicas de Bons Costumes (2004)[2]